# ミゲル・インドゥライン
- ミゲール

- インデュライン

ミゲル・アンヘル・インドゥライン・ララヤ（Miguel Ángel Induráin Larraya、1964年7月16日 - ）は、スペインの自転車プロロードレース選手。ナバラ州・パンプローナ出身（民族的にはバスク人）。1991年から1995年にかけてツール・ド・フランス個人総合5連覇を達成したほか、1992年・1993年のジロ・デ・イタリア個人総合優勝、1995年の世界選手権など、数多くのタイトルを獲得した。

## 略歴
1975年より自転車のロードレースへの参戦を開始。1985年にプロに転向し、レイノルズチームと契約を結ぶ。しかし1980年代のインドゥラインは主にアシストとして活動しており、1988年のツール・ド・フランスでは、チームのエースだったペドロ・デルガドのアシストとして、デルガドの個人総合優勝に貢献した。
そのようなインドゥラインの環境が変わり始めたのは1989年にツール・ド・フランスで初めてステージ優勝（第9ステージ）を遂げた頃からであった。1990年にはチームのスポンサーがレイノルズからバネストに交代し、インドゥラインもパリ～ニース総合優勝、クラシカ・サンセバスティアン優勝などの成績を挙げ、チームにおいてデルガドに次ぐNo.2のポジションを確立した。
1991年のツール・ド・フランスでは、当初チームはデルガドをエースに立てていたものの、インドゥラインのあまりの好調ぶりにデルガドが途中でエースの交代を認め、そのままインドゥラインは初のツール総合優勝を遂げた。
1992年・1993年にはツール・ド・フランス、ジロ・デ・イタリアの両レースで総合優勝を遂げ、いわゆる｢ダブルツール｣
を達成。ダブルツールを2年連続で成し遂げた選手は後にも先にもインドゥラインただ一人である。また、1992年の世界選手権個人ロードレースで6位、1993年の世界選手権個人ロードレースでは2位と終わり、惜しくもトリプルクラウン達成はならなかった。
1994年はジロ・デ・イタリアでエフゲニー・ベルツィンらに敗れ総合3位に終わる。力が落ちたかと思われたが、ツール・ド・フランスでは全く危なげない様子で4連覇。その直後にはアワーレコードに挑戦し、1時間で53.040kmを走り世界記録を更新した。
1995年はジロ・デ・イタリア参戦を見送ってツール・ド・フランスに集中し、当時前人未到だった個人総合5連覇を達成しただけでなく、世界選手権では個人タイムトライアルで優勝、個人ロードレースで2位という成績を修める。
インドゥラインのレーススタイルは、基本的にタイムトライアルでライバルに大差を付け、その差を山岳ステージでコントロールするというものであった。その大柄な体格から山岳コースが苦手と思われがちであるが、実際にはデルガドの山岳アシストとして活躍し、ツール・ド・フランス最初の区間優勝はカテゴリー超級の山岳（リュザルディダン）がゴールとなるステージであったように山岳コースを得意としていた。山岳でインドゥラインが先頭に立つとライバルのほとんどはそれに付いて行くのがやっとという状態になるのが常であった。こういったレーススタイルは、その後ランス・アームストロングに受け継がれることになる。
1996年のツール・ド・フランスはインドゥラインの故郷であるスペイン・バスク地方を通るコース設定がなされ、インドゥラインが6連覇で地元に凱旋することが期待されていた。しかし、この年は異常気象で前半に雨続き、アルプスでも大寒波が襲来と寒さに弱いインドゥラインにとって最悪のコンディションであった。　加えてドイツテレコムチームのビャルヌ・リース、ヤン・ウルリッヒの2人が絶好調、また途中のステージでハンガーノック（水や行動食の補給のミスにより極端にペースが落ちること）に陥ったこともあり、この2人に付いて行くことができず総合11位に終わり6連覇を逃した。その直後に行われたアトランタオリンピックの自転車競技・個人タイムトライアルで金メダルを獲得し健在振りを見せたものの、本人のモチベーションが低下していることは傍目にも明らかであった。結局翌1997年1月、バネストとの契約切れを待ってインドゥラインは現役引退を発表した。
引退後はスペインオリンピック委員会の委員、UCI（国際自転車競技連合）のプロフェッショナル自転車委員会の委員を務めている。2005年11月には、現役時代の功績により国際フェアプレー賞を受賞した。

## 主な戦績

### グランツールの総合成績
| グランツール               | 1985 | 1986 | 1987 | 1988 | 1989 | 1990 | 1991 | 1992 | 1993 | 1994 | 1995 | 1996 |
| -------------------------- | ---- | ---- | ---- | ---- | ---- | ---- | ---- | ---- | ---- | ---- | ---- | ---- |
| ジロ・デ・イタリア         | -    | -    | -    | -    | -    | -    | -    | 1    | 1    | 3    | -    | -    |
| ツール・ド・フランス       | 棄権 | 棄権 | 97   | 47   | 17   | 10   | 1    | 1    | 1    | 1    | 1    | 11   |
| ブエルタ・ア・エスパーニャ | 84   | 92   | 棄権 | 棄権 | 棄権 | 7    | 2    | -    | -    | -    | -    | 棄権 |

## エピソード
- 現役時代後半は花粉症に悩まされ、自宅の周りは花畑であったが全て刈り取ってしまった。クラシカ・サンセバスティアンを除いてUCIワールドカップシリーズに出場することがほとんど無かったのは、ワールドカップに批判的な監督エチャバリの方針と共に、この花粉症が理由であった。
- 「クラシックで勝っていない」という批判への反発から、1995年のツール・ド・フランスではリエージュ〜バストーニュ〜リエージュと同じコースを使用したステージで猛アタックをかけ集団を振り切ってしまった。この時区間優勝したのはヨハン・ブリュイネールだったが、ゴール直前まで一度も先頭を引かずインドゥラインの後についていくだけだった。
- 弟プルデンシオもプロロードレーサーで、常に同じチームで走っていた。容姿、体型ともそっくりで自転車のセッティングも殆ど同じのため、弟の自転車に間違えて乗ったまま気づかないこともあったという。これだけそっくりの弟であるが、プロでの通算勝利数は3にとどまった。ちなみに兄が区間優勝した1993年のツール・ド・フランス第9ステージのタイムトライアルで弟は最下位となっている。
- アワーレコード挑戦の動機は、彼の前にアマチュア選手（グレアム・オブリー、プロ転向前のクリス・ボードマン）が記録を達成したことを受け、「ツールを走っているトップクラスの選手なら、ちょっと練習しただけで簡単に塗り替えられる」というものであった。そして彼は、その言葉を実践してみせた。
- 機材に関しては非常に保守的であり、ツール・ド・フランス連覇中にフレームの各部寸法はまったく変わることがなかった。サドルもセラ・イタリア社のターボという比較的重量のある基本モデルを使い続け、引退の年にようやく軽量化を施した「ターボ・プロチーム」を使用するようになった。
- 2012年にブラッドリー・ウィギンス(190cm)が総合優勝する以前は、ツールドフランス歴代総合優勝者の中で最も身長が高かった。また使用するクランクが長いことでも有名で、時には190ｍｍのクランクを使うこともあった。（真偽は不明だが200ｍｍという説もある）一般的な選手が使うクランクは165ｍｍ～175ｍｍであり、180ｍｍ以上のクランクを使うライダーはほとんどいない。
- 通常時脈拍が28回/分しかなく、ギネスブックに登録されていた。（現在はイギリス人男性の27回/分が最低。）

## 書籍
- クリスティアン・ラボルド『ミゲル・インデュライン』未知谷、1996年。 ISBN 978-4915841439